# Ninigoöarna

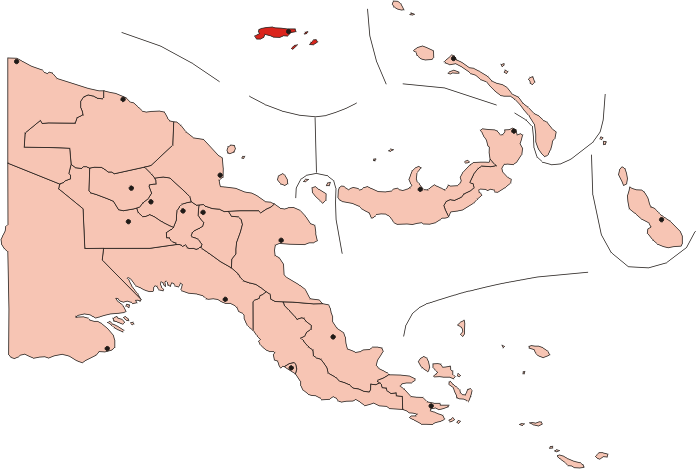
lägeskarta

Ninigoöarna (tidigare Chequer Islands) är en ögrupp i Bismarckarkipelagen som tillhör Papua Nya Guinea i västra Stilla havet.

## Geografi
Ninigo-öarna utgör en del av Manusprovinsen och ligger cirka 1.000 km nordöst om Port Moresby och ca 255 km nordväst om huvudön Manus bland de Västra Öarna i Bismarckarkipelagen. Dess geografiska koordinater är 1°26′ S och 144°15′ Ö.
Öarna är en grupp om 7 korallatoller med ett 50-tal öar och har en area om ca 12,9 km². Den högsta höjden är på endast cirka 10 m ö.h.
Ögruppen består av
- Ninigo Atollen, ca 34 km lång med en bredd på ca 18 km.
  - Mal, huvudön, på södra sidan, ett 30-tal småöar

- Pelleluhu Atollen, ca 9 km lång med en bredd på ca 8 km, ca 500 m nordöst om Ninigo
  - Pelleluhu, huvudön, centralt beläget, ett 13-tal småöar

- Heina Atollen, ca 5 km nordöst om Pelleluhu med 6 småöar
  - Laualau Island, huvudön

- Pupol reven, mellan Ninigo och Liot

- Liot Atollen, ca 19 km öster om Ninigo, 1 ö och flera revområden

- Revområden sydväst om Ninigo: Sama, ca 7 km, Sumusama, ca 13 km och Awinc ca 30 km

## Historia
Ögruppen upptäcktes 1545 av spanske kaptenen Yñigo Ortiz de Retez på fartyget "San Juan" kort efter upptäckten av "Nueva Guinea" (Nya Guinea).
Franske kapten Louis Antoine de Bougainville återupptäckte öarna 1768 som han då namngav "L'Echequiers".
Området hamnade 1885 under tysk överhöghet och införlivades 1899 i området Tyska Nya Guinea och förvaltades av handelsbolaget Neuguinea-Compagnie.
Under första världskriget erövrades området 1914 av Australien som senare även fick officiellt förvaltningsmandat för hela Bismarckarkipelagen av Förenta Nationerna.
1942 till 1944 ockuperades ön av Japan men återgick 1949 till australiskt förvaltningsmandat tills Papua Nya Guinea blev självständigt 1975.